# Proclitus comes
Proclitus comes là một loài tò vò trong họ Ichneumonidae.